# Élections territoriales de 2012 à Saint-Pierre-et-Miquelon
Les élections territoriales de 2012 à Saint-Pierre-et-Miquelon se sont tenues le 18 mars. Elles visent à renouveler le conseil territorial de la collectivité de Saint-Pierre-et-Miquelon, composé de 19 élus, 15 pour la section de Saint-Pierre et 4 pour celle de Miquelon-Langlade. Auparavant élu tous les six ans, le conseil territorial est désormais renouvelé tous les cinq ans. Les précédentes élections du conseil territorial se sont déroulées le 19 mars 2006.

## Mode de scrutin
La loi no 2007-223 du 21 février 2007 a modifié les modalités d'élection des conseillers territoriaux de Saint-Pierre-et-Miquelon. Auparavant découpée en deux circonscriptions électorales distinctes, la collectivité forme à partir de ce scrutin une circonscription unique, mais les listes de candidats comportent deux sections communales, correspondant aux communes de Saint-Pierre et de Miquelon-Langlade. Le conseil territorial se compose de 19 sièges, à raison de 15 sièges pour Saint-Pierre et 4 pour Miquelon-Langlade.
Les membres sont élus pour cinq ans (contre six ans auparavant) au scrutin de liste à deux tours dans les deux sections. La liste ayant recueilli au premier tour la majorité absolue des voix et un nombre de suffrages égal au quart des électeurs inscrits, ou au deuxième tour la majorité absolue des voix, reçoit une prime majoritaire de la moitié des sièges. Les autres sièges sont répartis à la proportionnelle entre toutes les listes, dont celle arrivée en tête, suivant la règle de la plus forte
moyenne.

## Listes en présence
Deux listes sont en présence pour l'élection des conseillers territoriaux du dimanche 18 mars 2012 :
- Liste « Archipel demain », conduite par Stéphane Artano ;
- Liste « Ensemble pour l'avenir », conduite par Annick Girardin.

### Archipel demain

#### Saint-Pierre
1. Stéphane Artano
2. Catherine de Arburn
3. Stéphane Lenormand
4. Martine Derouet
5. Bernard Briand
6. Sonia Poirier Urdanabia
7. Nicolas Gourmelon
8. Valérie Corbeil Perrin
9. Jean-Pierre Lebailly
10. Joane Beauperthuis
11. Gérard Briand
12. Rosianne Gautier Zimmermann
13. Jean-Paul Blin
14. Carole Serignat
15. Claude Hacala
16. Éliane Gautier
17. Alain Goupillière
18. Annick Lafargue Salomon

#### Miquelon-Langlade
1. Céline Gaspard
2. Olivier Detcheverry
3. Marine Garnier
4. Michel Detcheverry
5. Isabelle Ozon

### Ensemble pour l'avenir

#### Saint-Pierre
1. Annick Girardin
2. David Dodeman
3. Catherine Pen
4. Yannick Cambray
5. Karine Le Soavec
6. Jean-François Vigneau
7. Nathalie Poirier-Arrossamena
8. Patrick Lebailly
9. Catherine Dodeman
10. Cédric Borthaire
11. Cynthia Franché
12. Pierre Salomon
13. Maryse Pannier
14. Gaël Janil
15. Danielle Drillet-Gautier
16. Renaud Goineau
17. Karine Claireaux
18. Franky Portais

#### Miquelon-Langlade
1. Gildas Morel
2. Sabrina Chatel
3. Stéphane Coste
4. Joëlle Autin-Girardin
5. Ludovic Detcheverry

## Résultats
La liste d'Archipel demain ayant remporté la majorité des voix dès le premier tour de scrutin, il n'est pas procédé au second tour, prévu pour le 25 mars 2012.
| Liste                   | Liste                   | Tête de liste           | Saint-Pierre | Saint-Pierre | Saint-Pierre | Miquelon-Langlade | Miquelon-Langlade | Miquelon-Langlade | Total | Total | Total  |
| Liste                   | Liste                   | Tête de liste           | Voix         | %            | Sièges       | Voix              | %                 | Sièges            | Voix  | %     | Sièges |
| ----------------------- | ----------------------- | ----------------------- | ------------ | ------------ | ------------ | ----------------- | ----------------- | ----------------- | ----- | ----- | ------ |
|                         | AD                      | Stéphane Artano         | 1 719        | 51,82        | 12           | 218               | 59,08             | 3                 | 1 937 | 52,55 | 15     |
|                         | CSA                     | Annick Girardin         | 1 598        | 48,18        | 3            | 151               | 40,92             | 1                 | 1 749 | 47,45 | 4      |
|                         |                         |                         |              |              |              |                   |                   |                   |       |       |        |
| Exprimés                | Exprimés                | Exprimés                | 3 317        | 95,67        |              | 369               | 91,11             |                   | 3 686 | 95,20 |        |
| Blancs et nuls          | Blancs et nuls          | Blancs et nuls          | 150          | 4,33         | 36           | 8,89              | 186               | 4,80              |       |       |        |
| Total des votants       | Total des votants       | Total des votants       | 3 467        | 100          | 15           | 405               | 100               | 4                 | 3 872 | 100   | 19     |
| Abstentions             | Abstentions             | Abstentions             | 968          | 21,83        |              | 80                | 16,49             |                   | 1 048 | 21,30 |        |
| Inscrits/ Participation | Inscrits/ Participation | Inscrits/ Participation | 4 435        | 78,17        | 485          | 83,51             | 4 920             | 78,70             |       |       |        |

## Composition du conseil territorial à l'issue des élections de 2012
| Conseiller                 | Liste            | Section           | Fonction                                     |
| -------------------------- | ---------------- | ----------------- | -------------------------------------------- |
| Stéphane Artano            | Archipel demain  | Saint-Pierre      | Président du conseil territorial et exécutif |
| Catherine de Arburn        | Archipel demain  | Saint-Pierre      |                                              |
| Stéphane Lenormand         | Archipel demain  | Saint-Pierre      |                                              |
| Martine Derouet            | Archipel demain  | Saint-Pierre      |                                              |
| Bernard Briand             | Archipel demain  | Saint-Pierre      |                                              |
| Sonia Poirier Urdanabia    | Archipel demain  | Saint-Pierre      |                                              |
| Nicolas Gourmelon          | Archipel demain  | Saint-Pierre      |                                              |
| Valérie Corbeil Perrin     | Archipel demain  | Saint-Pierre      |                                              |
| Jean-Pierre Lebailly       | Archipel demain  | Saint-Pierre      |                                              |
| Joane Beauperthuis         | Archipel demain  | Saint-Pierre      |                                              |
| Gérard Briand              | Archipel demain  | Saint-Pierre      |                                              |
| Rosiane Gautier Zimmermann | Archipel demain  | Saint-Pierre      |                                              |
| Céline Gaspard             | Archipel demain  | Miquelon-Langlade |                                              |
| Olivier Detcheverry        | Archipel demain  | Miquelon-Langlade |                                              |
| Marine Garnier             | Archipel demain  | Miquelon-Langlade |                                              |
| Annick Girardin            | Cap sur l'avenir | Saint-Pierre      |                                              |
| David Dodeman              | Cap sur l'avenir | Saint-Pierre      | Membre du conseil exécutif                   |
| Catherine Pen              | Cap sur l'avenir | Saint-Pierre      |                                              |
| Gildas Morel               | Cap sur l'avenir | Miquelon-Langlade |                                              |